# Helsingfors centrumbibliotek Ode
Helsingfors centrumbibliotek Ode (finska: Helsingin keskustakirjasto Oodi) är ett offentligt bibliotek i Helsingfors.
Helsingfors centrumbibliotek Ode invigdes den 5 december 2018. Det ligger vid Tölöviken nära konstmuseet Kiasma. Vid en arkitekttävling 2012 lämnade Antti Nousjoki med flera på arkitektbyrån ALA Arkitekter i Helsingfors in det vinnande förslaget. Byggnaden har tre våningar och inkluderar en biografsalong. Helsingfors stadsfullmäktige beslöt 2015 att bygga biblioteket, som har beräknats kosta 98 miljoner euro, varav staten bidrar med 30 miljoner euro i samband med Finlands firande av 100 år från landets självständighet.
Framför den västra fasaden mot Musikhuset och Mannerheimvägen finns ett torg, varifrån en av ingångarna leder in till en entréhall. Därifrån leder en spiralformad huvudtrappa upp till de övre planen. En andra ingång vetter mot Sanomahuset och Helsingfors centralstation i söder. Innanför ingången leder en rulltrappa upp genom den ovanliggande trästrukturen. I bygget används till stor del sibirisk lärk.
Biblioteket har ungefär 16.000 kvadratmeter yta, huvudsakligen offentliga utrymmen.